# Саникандро Гарганико (Фођа)
Саникандро Гарганико (итал. San Nicandro Garganico) је насеље у Италији у округу Фођа, региону Апулија.
Према процени из 2011. у насељу је живело 15815 становника. Насеље се налази на надморској висини од 217 м.

## Становништво
Према резултатима пописа становништва 2011. у општини је живело 15.927 становника.
| 2011.  |
| ------ |
| 15.927 |